# シープシャンクス (クレーター)
シープシャンクス (Sheepshanks) は、月の表側にあるクレーターであり、月の北部に位置する。イギリスの天文学者、リチャード・シープシャンクスの姉であり、リチャード・シープシャンクスの死後、彼の遺産をケンブリッジ天文台に寄付したイギリスの慈善家、アン・シープシャンクスにちなんで名づけられた。
シープシャンクスは氷の海の北の端に位置している。シープシャンクスの南にはアリストテレスが、シープシャンクスの北にはクリスチャン・マイヤーが位置しており、シープシャンクスの北東にはケーン、シープシャンクスの南東にはガレ、シープシャンクスの西にはアルキタス、シープシャンクスの南西にはプロタゴラスが位置している。
シープシャンクスは円に近い形状をしているが、高緯度に位置しているため、地球からは南北方向に潰れた楕円形に見える。
シープシャンクスの周壁の南東約30キロメートルには、シープシャンクス谷と呼ばれる狭く長い谷の西端がある。シープシャンクス谷は氷の海の上にあり、西端から東北東に向かって約200キロメートルに渡って走っている。

## 従属クレーター
シープシャンクスのごく近くにある小さな無名のクレーターについては、アルファベットを付加することによって識別される。
| 名称 | 月面緯度     | 月面経度     | 直径  |
| ---- | ------------ | ------------ | ----- |
| A    | 北緯 60.0 度 | 東経 19.0 度 | 7 km  |
| B    | 北緯 60.3 度 | 東経 21.1 度 | 5 km  |
| C    | 北緯 57.0 度 | 東経 18.1 度 | 11 km |